# Josep Jover i Padró
Josep Jover i Padró (Terrassa, 29 de juliol de 1955) és un advocat català, especialitzat en propietat intel·lectual i drets d'autor, i gestor de conflictes. És director del bufet Estudis Jurídics.
Obté la seva llicenciatura el 1982 per la Universitat de Barcelona i exerceix com a advocat des de 1983 en les branques de dret civil, mercantil i comunitari; i com a auditor informàtic des de 1997.
Josep Jover ha estat professor de diversos màsters i cursos en diverses universitats i centres, entre ells l'Il·lustre Col·legi d'Advocats de Barcelona i la Universitat de Deusto. La temàtica de la seva docència han estat les TIC, la propietat intel·lectual, la gestió de conflictes, mediació i drets humans de tercera generació. Presentà la demanda contra el cànon digital al Tribunal de Justícia de la Unió Europea (TJUE), que va considerar que la taxa era abusiva i no complia la directiva europea.
Va ser productor del documental titulat #Indignados, que té com a finalitat explicar als europarlamentaris el moviment 15-M. Com a coordinador de la comissió jurídica del 15-M a Barcelona, estigué involucrat amb la sentència del TJUE sobre les clàusules abusives de les hipoteques i en la sentència, també del TJUE, sobre l'anomenat cèntim sanitari.
Es va presentar de forma independent com a cap de llista de Pirates de Catalunya per Lleida a les eleccions al Parlament de Catalunya de 2010 i per Barcelona a les eleccions generals espanyoles de 2011 al Congrés dels Diputats i a les eleccions al Parlament de Catalunya de 2012. L'agost de 2017 Esquerra Republicana de Catalunya el va contractar per dur el cas del procés sobiranistes davant del Tribunal de Justícia de la UE.